# Rock Island District
La  Línea Rock Island District (en inglés: Rock Island District Line) es una línea del Tren de Cercanías Metra. La línea opera entre las estaciones LaSalle y Joliet.